# 库尔特·赫尔穆特
库尔特·赫尔穆特（丹麥語：Kurt Helmudt，1943年12月7日—2018年9月7日），丹麦男子赛艇运动员。他曾代表丹麦参加1964年夏季奥林匹克运动会赛艇比赛，获得男子四人单桨无舵手金牌。